# Цицишвили, Ираклий Николаевич
Ира́клий Никола́евич Цицишви́ли (груз. ირაკლი ნიკოლოზის ძე ციციშვილი; 17 декабря 1918 — 4 мая 2001) — советский и грузинский архитектор, искусствовед. Доктор искусствоведения, профессор, заслуженный деятель науки Грузии. Представитель грузинского княжеского рода Цицишвили. Участник Великой Отечественной войны. Герой Советского Союза.

## Биография
Командир 268-го отдельного инженерного батальона (38-я армия, Воронежский фронт) капитан Ираклий Цицишвили отличился при форсировании реки Днепр в районе села Сваромье Вышгородского района Киевской области УССР.
В период с 5 по 10 октября 1943 года воины батальона под руководством капитана Цицишвили, несмотря на непрерывные авиационные налёты и артиллерийский обстрел противника, построили 360-метровый мост через Днепр.
Указом Президиума Верховного Совета СССР от 29 октября 1943 года за образцовое выполнение боевых заданий командования на фронте борьбы с немецко-фашистским захватчиками и проявленные при этом мужество и героизм капитану Цицишвили Ираклию Николаевичу присвоено звание Героя Советского Союза с вручением ордена Ленина и медали «Золотая Звезда» (№ 2003).
4 августа 1944 года майор Цицишвили был тяжело ранен в ногу во время внезапного контрудара немецких войск и попал в плен на автодороге Залуж—Санок в Дрогобычской области УССР. После освобождения из плена был уволен из рядов РККА по болезни 22 марта 1946 года.
С 1945 года работал в Грузинском политехническом институте, был заведующим кафедрой архитектуры (с 1956 года), председателем Госстроя Грузинской ССР (1970—1978 годы), начальником главного научно-производственного управления по охране памятников культуры (1978—1990 годы), президентом грузинского национального комитета по охране памятников ИКОМОС (с 1993 года).
Был женат на Манане Геронтиевне Кикодзе.
В 1993 и 1995 году награждён двумя орденами Чести.